# 1e Parachutisten Compagnie
De 1e Parachutisten Compagnie was een parachute-eenheid van het KNIL.
Deze compagnie was een van de onderdelen die later het huidige Korps Commandotroepen vormden. In juni 1949 ging de 1e Parachutisten Compagnie samen met het Korps Speciale Troepen op in het Regiment Speciale Troepen nadat beide formaties al samen onder de naam paragevechtsgroep waren ingezet gedurende de Tweede politionele actie.